# Perfect Illusion
„Perfect Illusion” este un cântec al interpretei americane Lady Gaga, lansat spre descărcare digitală la 9 septembrie 2016 sub egida casei de discuri Interscope Records drept primul disc single extras de pe cel de-al cincilea ei album de studio, Joanne (2016). Piesa a fost compusă și produsă de Gaga, Kevin Parker, Mark Ronson and BloodPop. „Perfect Illusion” este o melodie dance-rock care, din punct de vedere al versurilor, vorbește despre „suișurile și coborâșurile” dintr-o relație, prezentând totodată un comentariu legat de rețele de socializare. Artista a compus versurile utilizând o mașină de scris Underwood; după numeroase modificări și rearanjări, textierii au obținut varianta finală. Speculațiile precum că acest cântec se referă la fostul partener a lui Gaga, Taylor Kinney, au fost respinse de cântăreață.
Lansarea single-ului a fost precedată de diverse postări și colaje pe conturile de pe rețele sociale ale interpretei. Criticii de specialitate au oferit recenzii mixte spre pozitive cântecului, majoritatea menționând asemănări cu piesele artistului american Bruce Springsteen. Din punct de vedere comercial, „Perfect Illusion” a ocupat locul cincisprezece în ierarhia Billboard Hot 100 din Statele Unite, clasându-se totodată și în alte topuri secundare. Piesa a ajuns pe locul unu în Franța, în timp ce în Cehia, Italia, Scoția, Slovacia și Ungaria, single-ul a devenit un șlagăr de top 10.
Videoclipul melodiei „Perfect Illusion” a fost regizat de Ruth Hogben și Andrea Gelardin și a avut premiera în timpul celui de-al doilea sezon al serialului Scream Queens de pe canalul Fox. Clipul o prezintă pe artistă cântând și dansând într-un deșert, în timpul unui rave. Producătorii și textierii piesei apar, de asemenea, în videoclip. Acesta a fost lăudat de unii critici de specialitate, însă alții i-au oferit recenzii negative datorită simplității sale. Gaga a interpretat „Perfect Illusion” în turneele Dive Bar Tour și Joanne World Tour, precum și în timpul unor emisiuni televizate și apariții în mass-media.

## Informații generale
În urma lansării celui de-al treilea ei album de studio, Artpop (2013), Gaga și-a schimbat echipa de management și s-a alăturat Artist Nation—o divizie de impresariat a companiei Live Nation Entertainment—alături de noul ei impresar, Bobby Campbell. De asemenea, cântăreața a trecut printr-o perioadă de revizuire a imaginii publice, adoptând un stil mai discret în mass-media și punând accent pe abilitățile vocale. Printre numeroase eforturi muzicale s-a numărat și Cheek to Cheek (2014), un album jazz colaborativ înregistrat alături de cântărețul Tony Bennett. Materialul a câștigat premiul Grammy pentru cel mai bun album vocal pop tradițional. În luna ianuarie a anului 2016, Gaga a confirmat faptul că își va lansa cel de-al cincilea album de studio la sfârșitul anului, declarând că încă lucrează la diferite aspecte—precum înfățișările pe care le va portretiza.
Pe parcursul anilor 2015 și 2016, cântăreața a dezvăluit treptat procesul creativ al albumului prin intermediul unor postări pe rețelele de socializare. S-a raportat, de asemenea, faptul că artista lucrează alături de numeroși producători, precum RedOne, Giorgio Moroder, Mark Ronson, sau Nile Rodgers. Ronson a confirmat că a lucrat alături de Gaga, afirmând: „Piesele la care am contribuit sunt printre preferatele mele din întreaga mea carieră. [Perfect Illusion] este incredibil – îl iubesc. Abia aștept să îl ascultați, pentru că muzica vorbește de la sine – și câțiva din muzicieni mei preferați din toate timpurile au lucrat la acest cântec”. Suplimentar, producătorul a insinuat implicarea lui Kevin Parker, solistul formației australiene de muzică rock psihedelic Tame Impala, în producția piesei „Perfect Illusion”; BBC Music a confirmat ulterior aceste zvonuri ca fiind adevărate. În timpul unui interviu pentru website-ul de modă Buro247, Ronson a declarat că „Perfect Illusion” este unul din cântecele lui preferate la care a contribuit, felicitând atât textierii, cât și muzicienii ce au fost implicați.

## Compunere și înregistrare
Gaga a compus și produs melodia alături de Parker și Ronson, BloodPop fiind cooptat și el în echipa de producție. „Perfect Illusion” a fost dezvoltat dintr-o versiune nefinalizată a unui cântec „Illusion” pe care Parker l-a compus, prezentându-l ulterior lui Ronson și Gaga. La finalul lunii mai a anului 2016, Ronson l-a recrutat pe BloodPop pentru a lucra alături de el, declarându-se încântat de albumul la care producătorul lucra în perioada respectivă. Cei doi s-au întâlnit în Malibu și au completat „Perfect Illusion” în primele zile ale ședințelor de înregistrare. Potrivit lui BloodPop, nu a existat nici o conversație în legătură cu sunetul piesei, adăugând: „parcă toți am vorbit în aceeași limbă”. Aranjamentul melodiei a fost realizat de Ronson, cântând la sintetizatoare și chitară împreună cu Parker. Josh Homme a cântat la chitară, BloodPop a fost responsabil cu dezvoltarea ritmului și aranjarea sintetizatoarelor, iar Parker a cântat la tobe. Producția realizată de Ronson și BloodPop a fost completată prin utilizarea software-ului Ableton.
În timpul ședințelor de înregistrare, Gaga a condus direcția artistică a producției, bazându-se pe influențele și preferințele ei, compunând linia melodică la pian și chitară. Ronson a explicat că artista a fost profund implicată în detaliile tehnice ale muzicii, în timpul înregistrărilor. În ceea ce privește contribuțiile cântăreței, acesta a mărturisit: „[Gaga] iubește să stea la pian și să dea ordine bateristului, și are o voce incredibilă”. Ronson a mai dezvăluit faptul că au început să lucreze mai întâi la linia melodică, ocupându-se ulterior de aspecte ale compoziției. În timpul unui interviu acordat publicației Rolling Stone, BloodPop a spus că Gaga a fost întotdeauna omniprezentă în timpul ședințelor de înregistrare, iar finalizarea piesei a fost la decizia ei.
Artista a compus versurile piesei „Perfect Illusion” utilizând o mașină de scris Underwood. Acestea au fost dezvoltate în timpul ședințelor, iar potrivit lui BloodPop, „Aproape în fiecare zi, un alt vers era modificat, și întreaga compoziție devenea din ce în ce mai bună”. Într-un interviu pentru postul BBC Radio 1, Gaga a afirmat că a „jonglat înainte și înapoi cu versurile”, explicând: „Am demontat absolut totul. Am schimbat linia melodică, și am tot mutat-o. Eu stăteam la pian, Kevin cânta la chitară, iar Mark era la bas”. Ședințele de înregistrare au avut loc în mai multe studiouri din Statele Unite, pentru a se adapta în funcție de programul fiecărui contribuitor. În Malibu, „Perfect Illusion” a fost înregistrat la studiourile Shangri-La, un loc pe care BloodPop l-a preferat deoarece era amplasat în afara influenței vieții urbane. Ședințele au avut loc timp de câteva zile la reședința lui Gaga, iar vocea acesteia a fost înregistrată la studiourile Electric Lady din New York City.

## Structura muzicală și versurile
Din punct de vedere muzical, „Perfect Illusion” este un cântec dance-rock compus în jurul unor secvențe de acorduri. Potrivit reporterului Mark Savage de la BBC Music, această compoziție „are ca rezultat un sentiment convingător de urgență”. Vocea solistei este nemodificată și netratată, evitându-se folosirea Auto-Tune-ului. Compoziția piesei constă în „versuri vibrante” și o secvență breakdown bazată pe voce și chitară. În jurul minutului doi, se remarcă o schimbare de tonalitate înainte de refrenul final. Lewis Corner de la website-ul Digital Spy a considerat că piesa face aluzie la albumele anterioare ale lui Gaga. Redactorul a numit „Perfect Illusion” un „cântec pop simplu” cu o compoziție asemănătoare cu primele single-uri ale lui Gaga, „Just Dance” și „Poker Face” (ambele lansate în anul 2008). Mixajul dintre chitară, sintetizatoare „bombănitoare” și un beat „puternic” i-a adus aminte lui Corner de single-ul „Marry the Night” de pe cel de al doilea album de studio al lui Gaga, Born This Way (2011). De asemenea, s-au făcut aluzii către melodiile de pe albumul Artpop, datorită manierei neconvenționale de a conecta strofele cu refrenul. Publicațiile Glamour și Rolling Stone au relatat faptul că unii ascultători au găsit similarități între „Perfect Illusion” și cântecul Madonnei, „Papa Don't Preach” (1986); în urma acestor comparații, Ronson a declarat mai târziu: „Evident, a fost un fel de accident”.
BloodPop a afirmat într-un interviu acordat revistei Rolling Stone faptul că „Perfect Illusion” este „un cântec rock mare ce te face să vrei să dansezi”. Potrivit producătorului, în timpul ședințelor de înregistrare nu au existat discuții în ceea ce privește sunetul propriu-zis, artiștii dorindu-și să creeze o melodie diferită față de single-urile difuzate la radio. BloodPop a detaliat faptul că piesa este compusă într-un stil tradițional și conține influențe din muzica soul, însă nu la modul literar. „Perfect Illusion” este compus în tonalitatea Fa♯ minor și are un tempo de 125 de bătăi pe minut. Cântecul urmărește o progresie de acorduri simplă de Fa♯minor–Mi/Sol♯–Re major7–Do♯minor7, iar vocea lui Gaga variază de la nota Fa♯3 la nota Re♯5.
Din punct de vedere al versurilor, „Perfect Illusion” cercetează „suișurile și coborâșurile” întâlnite într-o relație care s-a stricat, fiind astfel o „iluzie perfectă”. Într-un interviu pentru postul de radio iHeartMedia, Gaga a descris versurile drept „legate de un ecstasy modern [...] Am găsit modul nostru dulce, simplu și mânios de a spune asta. Simt o adrenalină cu adevărat nebună de fiecare dată când ascult [această piesă]”. Cântăreața a clarificat mai târziu faptul că versurile sunt, de asemenea, un comentariu legat de rețelele de socializare și probleme cu care oamenii se confruntă în încercarea de a înfățișa o reprezentare perfectă. Publicațiile mass-media au speculat că versurile ar face aluzie la despărțirea dintre Gaga și fostul ei partener, actorul Taylor Kinney, ce a avut loc în luna iulie a anului 2016. Samantha Schnurr de la postul de televiziune E! a descifrat versurile melodiei, afirmând că repetiția frazei „perfect illusion” face referire la relația solistei. Ca răspuns la aceste zvonuri, Gaga a declarat în timpul unui interviu pentru postul de radio SiriusXM faptul că piesa nu este despre Kinney și nici nu reprezintă o „răzbunare”. „Îl iubesc pe Taylor atât, atât de mult, iar acest cântec nu este o lovitură împotriva lui [...] Este o piesă despre noi toți. Nu aș folosi niciodată un single de-al meu sau publicul pentru a răni pe cineva, în special o persoană pe care o iubesc atât de mult”, a adăugat solista.

## Lansare și copertă

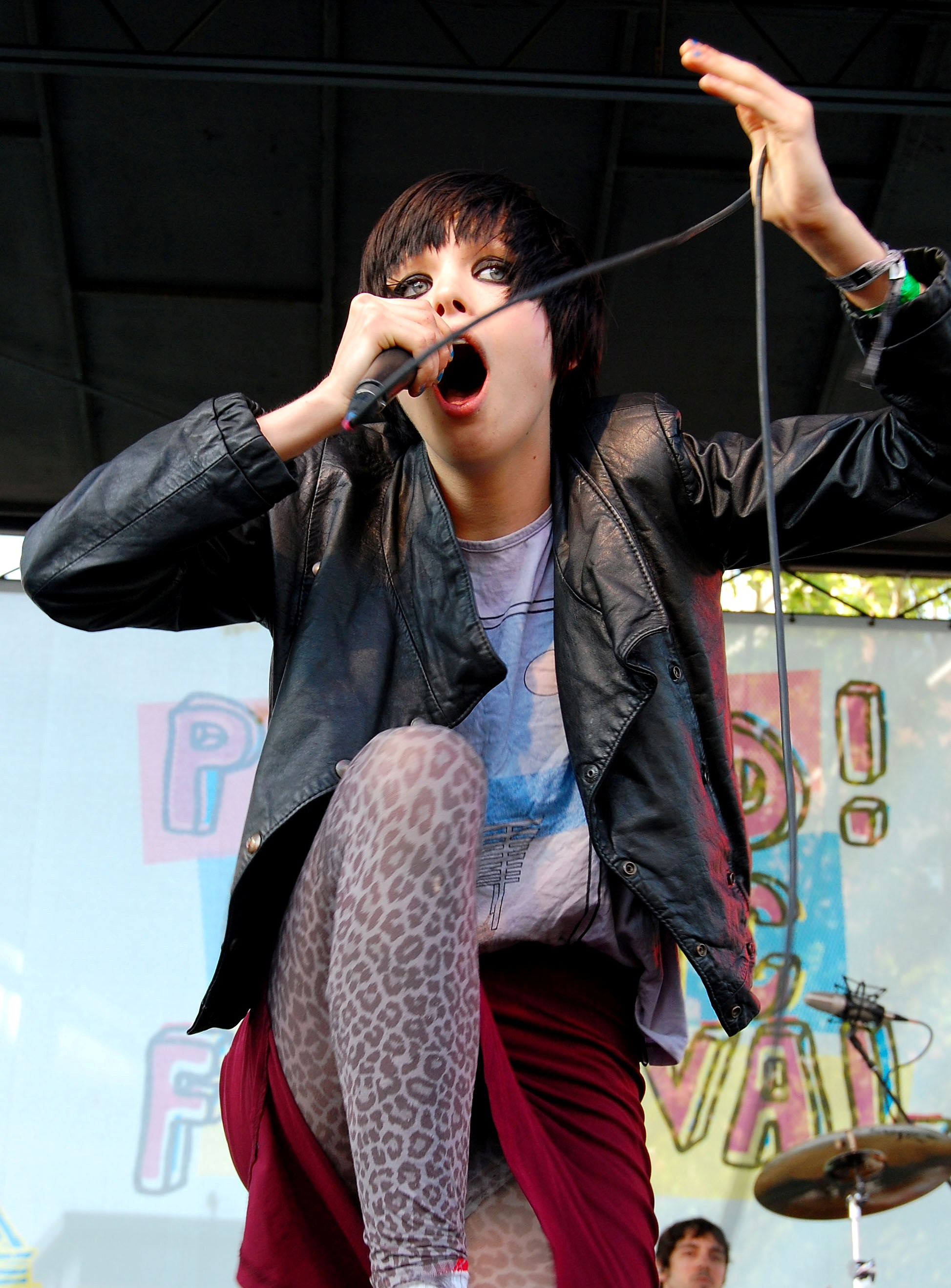
Aspectul lui Gaga de pe coperta single-ului „Perfect Illusion” a fost comparat cu cel al cântăreței Alice Glass (fotografie).

În luna mai 2016, website-ul Idolator a raportat faptul că Gaga se află într-un studio de înregistrări alături de BloodPop și Parker. Ulterior, Ronson a încărcat o fotografie de grup pe contul lui Instagram, alături de descrierea „illusion”. În urma apariției de la iHeartMedia, Gaga a dezvăluit numele single-ului, adăugând o serie de douăsprezece fotografii pe contul ei de Instagram. Împreună, imaginile crează un mozaic ce menționează titlul cântecului. Potrivit lui Sasha Atkinson de la revista Bustle, paleta de culori luminoase a anunțului este un pop art asemănător cu lucrările lui Andy Warhol, și face referire la albumul Artpop.
Posturile de radio WKKF din New York și KIIS 106.5 din Sydney, Australia au anunțat că single-ul „Perfect Illusion” va avea premiera la radio la 9 septembrie 2016. Data premierei a fost dezvăluită din greșeală prin intermediul codului sursă al website-ul oficial al cântăreței, acesta listând, de asemenea, adresa URL a patru secvențe din melodie. Ca urmare a acestui incident, Gaga a confirmat data lansării prin intermediul conturilor ei de pe rețelele de socializare. Artista a dezvăluit totodată coperta single-ului printr-un colaj de imagini, alături de câteva versuri din cântec. Fotografia o prezintă pe Gaga care pare că sare de pe marginea unei stânci și cântând la un microfon. O altă fotografie a fost postată mai târziu, fiind o captură de ecran din videoclipul muzical al cântecului. Imaginea o înfățișează pe solistă stând pe umerii unei persoane și învârtind microfonul de fir în aer ca un lasou deasupra unei mulțimi. Potrivit revistei V, coperta a fost realizată de Ruth Hogben și Andrea Gelardin. Într-un articol publicat de revista Paper, Carey O'Donnell a spus că fotografia pentru copertă este „emblematică”, asociind-o pe Gaga cu cantautoarea canadiană Alice Glass și complimentând înfățișarea metal și punk. De asemenea, Sophie Atkinson de la revista Bustle a complimentat imaginea, fiind de părere că este neobișnuit de „simplă pentru [Gaga]”. Aceasta a descris coperta drept „incredibil de personală”, declarându-se încântată de faptul că este diferită în comparație cu „tradiționale portrete și cadre frumoase”.
Un fragment video de 16 secunde a fost încărcat pe contul de Twitter a lui Gaga, cântăreața fiind prezentată într-un deșert, în timp lumini de la stroboscoape strălucesc în jurul ei. Interpreta a apărut la emisiunea Breakfast Show a postului de radio BBC Radio 1 pe 9 septembrie 2016, alături de gazda Nick Grimshaw, pentru premiera radio a single-ului „Perfect Illusion”. Gaga a descris lansarea ca fiind „copleșitoare” și asemănătoare cu o „renaștere”, adăugând că a „lucrat în studio timp de luni de zile, și acum [cântecul] este în sfârșit în lume [...] Se simte ca prima oară. Este ceva legat de această piesa care mă face să mă simt ca un artist nou”. Gaga a cântat, de asemenea, câteva versuri ale melodiei.

## Recepția criticilor
În urma lansării sale, „Perfect Illusion” a primit recenzii mixte din partea criticilor de specialitate. Alice Vincent de la ziarul The Daily Telegraph i-a acordat piesei patru din cinci stele, spunând: „mă încântă să afirm că acest cântec este o revenire la perioada «Just Dance» a lui Gaga: [«Perfect Illusion»] este un simplu cântec pop, infecțios de captivant și atrăgător, care umple ringul de dans și ar putea face un stadion întreg să aclame și cânte”. Redactorul a complimentat și „timbrul bogat” al vocii lui Gaga, precum și emoția ei. În opinia lui Jess Denham de la ziarul The Independent, „Perfect Illusion” are un sunet asemănător cu muzica rock decât piesele „Just Dance” sau „Poker Face”; redactorul a complimentat, de asemenea, vocea lui Gaga, comparând versurile melodiei cu lucrările cântărețului Bruce Springsteen și adăugând că single-ul sună „foarte atrăgător, ca și cum ar veni să asigure pe toată lumea că este un șlagăr de club”. Robbie Daw de la website-ul Idolator a descris-o pe solistă drept „o zeiță a muzicii rock” și a opinat că sunetul „întunecat și dezordonat” al piesei se aseamănă mai mult cu melodiile albumului Born This Way decât cu cele de pe Artpop. Daw și-a încheiat recenzia spunând că „Perfect Illusion” este o abatere notabilă de la piesele dance-pop de la începutul carierei lui Gaga.
Un editor de la publicația The New Zealand Herald a descris cântecul drept „o piesă pop-rock furtunoasă, cu mult mai puțină strălucire electro-pop cu care ne-am obișnuit încă de la cântecele ei mai vechi. Cred că The Killers au întâlnit-o pe Kylie”. Lewis Corner de la website-ul Digital Spy a oferit o recenzie amănunțită cântecului, descriind sunetul și imaginile asociate ca fiind „dezbrăcate”. Criticul a observat, de asemenea, influențe ale lui Springsteen în compoziție, adăugând faptul că „refrenul disco-rock explodează în adevăratul sens al cuvântului după secunda 30 [...] Are o linie melodică decentă și o construcție galopantă, demnă de atmosfera crescândă de pe un stadion, iar influențe lui Bruce Springsteen răsună de-a lungul piesei”. Jake Viswanath de la revista V i-a oferit o recenzie pozitivă cântecului, numindu-l o „adevărată revenire în formă”. El a considerat că piesa demonstrează versatilitatea lui Gaga, și îi scoate în evidență vocea.
Într-o recenzie pentru publicația The Verge, Kaitlyn Tiffany a comparat „Perfect Illusion” cu „Bad Romance”, însă cu „o injecție suplimentară cu adrenalină a unui mare cântec rock de stadion, și niște sintetizatoare strălucitoare și vag înfricoșătoare”. Într-o recenzie pozitivă, revista Billboard a aclamat „Perfect Illusion”, numindu-l „o revenire vrednică în industria muzicală din partea lui Gaga”. Rhian Daly de la revista NME a lăudat vocea cântăreței, spunând că „influențele disco înfloritoare și puterea veritabilă fac din [Perfect Illusion] o revenire formidabilă [pentru Gaga]”. Mikael Wood de la ziarul Los Angeles Times a numit melodia „un hit disco-rock agitat cu un ritm robot-Motown ucigător și o schimbare de registru făcută în așa fel încât să declanșeze bateri de pumni pavloviene.”, în timp ce Kevin Fallon de la website-ul The Daily Beast a fost foarte impresionat de schimbarea de tonalitate făcută de cântăreață, complimentând vocea ei și descriind-o ca „explozivă și ascuțită, tulburând astfel tradiția”. Hugh McIntyre de la publicația Forbes a afirmat că „piesa reușește în același să o orienteze pe Gaga către o nouă direcție, dar și să mențină câteva dintre calitățile care au făcut-o atât de populară”. Într-o recenzie pentru revista The Atlantic, Spencer Kornhaber a observat faptul că artista „bâlbâie asemenea lui Bruce Springsteen” în timpul versurilor din melodie, însă este lipsită de ironie.
Alți critici și-au exprimat opiniile negative cu privire la piesă. Richard S. He de la ziarul The Guardian nu a auzit „nici un fel de rectificare asupra vocii”, criticând această decizie prin afirmația: „Gaga își dorește să auzim fiecare notă de muzică blues și fiecare răgușeală din vocea ei. Din nefericire, tot ceea ce veți auzi sunt doar răgușelile”. Revista Spin a descris piesa drept „o ratare”, în timp ce ziarul USA Today l-a a asemănat cu cântecele anterioare ale cântăreței, spunând: „Deși nu este perfect, bănuim că este energic și destul de distractiv. Dar pur și simplu nu este inovator”. Jillian Mapes de la site-ul Pitchfork a considerat că „Perfect Illusion” nu s-a ridicat la așteptările considerabile, criticând producția și interpretarea vocală a cântăreței. Într-un clasament al single-urilor lui Gaga de la cel mai rău la cel mai bun, revista Billboard a clasat piesa pe penultimul loc, înaintea lui „Applause” (2013). În lista celor mai bune piese ale anului 2016, publicația Rolling Stone a plasat cântecul pe locul 28, afirmând: „Gaga își prezintă latura ei de hipioată neo-folk Lilith, în compania rădăcinilor ei disco într-o confesiune produsă de Mark Ronson”.

## Performanța în clasamente
În Statele Unite, „Perfect Illusion” a debutat pe locul 15 în clasamentul Billboard Hot 100, devenind cea de-a 23-a piesă din cariera ei care să ajungă în acest top. De asemenea, single-ul a debutat pe locul doi în ierarhia Digital Songs, înregistrând vânzări de 100.000 de exemplare digitale. În topul Streaming Songs, cântecul a ocupat locul 25 datorită a 8,3 milioane de difuzări în prima săptămână de difuzare în Statele Unite. Single-ul a acumulat o audiență de 22 de milioane de ascultători radio, însă nu au fost suficiente pentru ca piesa să se claseze în topul Radio Songs. „Perfect Illusion” a debutat pe locurile 31 și 32 în clasamentele Mainstream Top 40 și, respectiv, Adult Pop Songs, după ce a fost difuzat în fiecare oră la posturile de radio deținute de iHeartMedia. Ulterior, piesa a ajuns pe locul 17 în topul Adult Pop Songs, și pe locul 22 în topul Mainstream Top 40. Piesa a ajuns și în ierarhia Dance Club Songs, însă a stagnat pe locul 13, devenind astfel al treilea cel mai slab clasat single al artistei în topul respectiv. Cântecul a acumulat 29,3 milioane de difuzări streaming în Statele Unite. În Canada, „Perfect Illusion” a debutat pe locul 17 în clasamentul Canadian Hot 100, și a primit un disc de aur din partea Music Canada (MC) pentru depășirea pragului de peste 40.000 de unități vândute.
Piesa a debutat pe locul 14 în Australia și a acumulat un total de trei săptămâni de prezență în clasament. În Noua Zeelandă, piesa a debutat pe locul 31 și a părăsit ierarhia după o singură săptămână de prezență în top. „Perfect Illusion” a debutat pe locul 12 în ierarhia UK Singles Chart la 23 septembrie 2016. Potrivit datelor furnizate de publicația Music Week, single-ul a înregistrat vânzări de 30.830 de unități echivalente, reușind astfel să debuteze pe locul patru în clasamentul UK Singles Downloads Chart, și pe locul 28 în topul Official Audio Streaming Chart. Cântecul a fost prezent în top 100 pentru doar șase săptămâni, întâmpinând un declin rapid.  În Franța, melodia a debutat pe prima poziție a French Singles Chart. În alte regiuni, „Perfect Illusion” a obținut poziții de top cinci în Finlanda și Grecia, clasându-se pe prima poziție a ierarhiei celor mai bine vândute single-uri în mediul digital. Piesa a ajuns în top 10 în Cehia, Ungaria, Slovacia și Scoția și a ocupat, de asemenea, locul patru în clasamentul European Digital Songs compilat de revista Billboard. În Italia, cântecul a ajuns pe locul cinci în ierarhia Italian Singles Chart și a fost premiat cu discul de aur de către Federazione Industria Musicale Italiana (FIMI) pentru cele peste 25.000 de unități vândute.

## Videoclipul muzical
Videoclipul cântecului „Perfect Illusion” a fost regizat de Ruth Hogben și Andrea Gelardin, cei care au realizat și coperta single-ului. Potrivit ziarului Page Six, clipul a fost filmat într-un deșert din afara orașului Los Angeles pe o perioadă de două zile. Creatorul de modă Brandon Maxwell a asigurat ținuta solistei utilizată în videoclip. Hogben și Gelardin au mai fost asociați în trecut cu artista, lucrând la diferite proiecte. Din punct de vedere stilistic, colaborarea pentru albumul Joanne a fost o experiență diferită pentru producători. Cei doi au fost prezenți în studioul de înregistrări alături de Gaga și Ronson în timpul elaborării câtorva piese, iar întregul proces creativ i-a ajutat să înțeleagă obiectivul principal al solistei. Întrucât „Perfect Illusion” este un cântec „energic”, Hogben și Gelardin și-au dorit ca videoclipul să reflecte acest lucru. Inițial, artista și-a imaginat clipul drept o interpretare, acesta fiind punctul de plecare al regizorilor. Cei doi și-au dorit ca Gaga să cânte între oameni decât pe o scenă obișnuită, rugându-i pe Ronson, Parker și BloodPop să aibă o apariții scurte în videoclip. În cadrul unui interviu acordat revistei V, regizorii au explicat ideea din spatele creației:

„Ne-am dorit un videoclip care să o prezinte fără vreun truc sau artificiu, într-un mod în care videoclipurile anterioare nu au fost făcute. Simplitatea este ideea principală a acestui conceput. Spre exemplu, ne place cum își ține microfonul portabil în timpul spectacolului. Coperta single-ului a fost realizată în aceeași zi. Nu ne-am dorit o fotografie sau un „cadru fashion”. Am vrut să arătăm energie și mișcare, și să fie legat de interpretarea ei. Gaga a condus mașina Bronco de una singură, iar aranjamentul pentru spectacol și energia ei pură și tenace a venit din modul în care ea a condus totul pe platourile de filmare. Pentru noi, în calitate de regizori, a de-a dreptul fost înfiorător și entuziasmant în același timp—energia și emoția ei au fost pur autentice”.

Premiera mondială a videoclipului a avut loc la 20 septembrie 2016, în timpul premierei celui de al doilea sezon al serialului Scream Queens de pe canalul FOX. Gaga a distribuit, de asemenea, o previzualizare a videoclipului, fragmentul prezentând-o în timp ce își leagănă un microfon în jurul capului, aclamată de o mulțime extaziată. Videoclipul începe cu o scenă în care interpreta conduce un jeep prin deșert, și se încheie cu cadre în care aceasta cântă într-o mulțime, acompaniată de producători. Videoclipul se încheie cu Gaga rostogolindu-se prin deșert, singură. Jack White de la Official Charts Company a observat că montajul videoclipului a constat în „scene rapide și grăbite” intercalate. În anul 2017, procesul filmării clipului a fost inclus în documentarul Gaga: Five Foot Two.

## Interpretări live și utilizări în mass-media

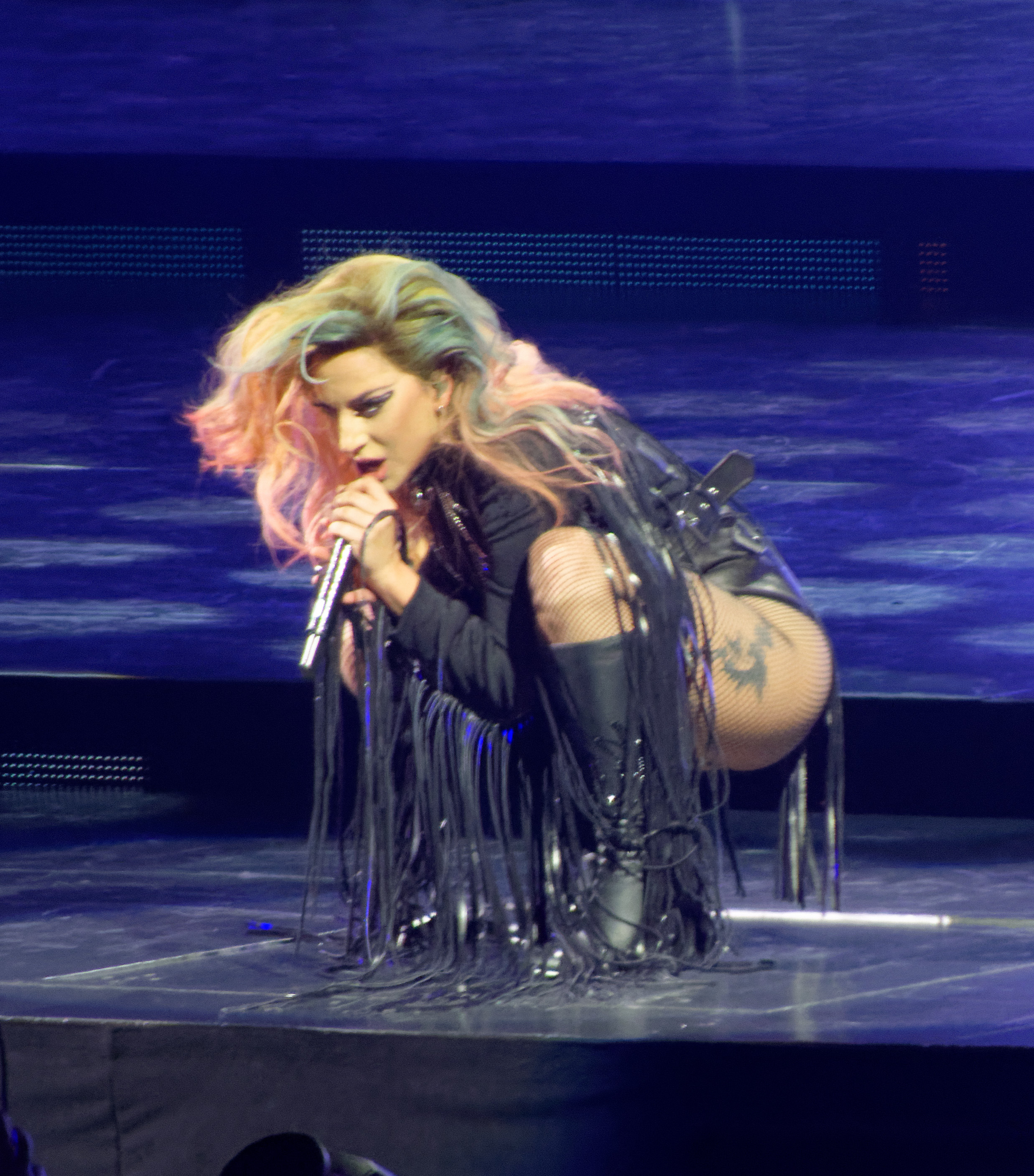
Gaga interpretând „Perfect Illusion” în turneul Joanne World Tour

„Perfect Illusion” a fost interpretat pentru prima oară live în clubul Moth din Londra, la 10 septembrie 2016. Gaga a purtat un top decupat și o pereche de pantaloni scurți argintii, alături de un microfon pe care și-l rotea deasupra capului în timp ce dansa. Daniel Kreps de la publicația Rolling Stone a considerat că artista a cântat „energeticul single dance-rock alături de o interpretare uimitoare ce reflectă coperta single-ului”. Gaga a interpretat, de asemenea, o secvență din „Bad Romance” în același loc, după „Perfect Illusion”. Single-ul a fost inclusă în lista cântecelor pentru turneul Dive Bar Tour, fiind piesa de încheiere a două dintre cele trei spectacole ale turneului de concerte.
În timpul campaniei de promovare a albumului Joanne în Japonia, Gaga a interpretat o versiune de pian pentru „Perfect Illusion” la emisiunea matinală Sukkiri și, de asemenea, la emisiunea  SMAP×SMAP, acompaniată de o trupă de băieți. Spectacolele au fost difuzate pe 1 noiembrie 2016 și, respectiv, 12 decembrie 2016. La secțiunea Carpool Karaoke a emisiunii The Late Late Show with James Corden, „Perfect Illusion” a fost prima piesă interpretată de artistă în vehicul. De asemenea, melodia a fost inclusă în lista cântecelor pentru turneul Joanne World Tour. Solista a purtat un costum mulat din piele realizat de Alexander Wang și brodat cu franjuri lungi și negre, din piele. Piesa a fost difuzată în timpul unui promo pentru serialul de televiziune American Horror Story: Roanoke, vorbind despre anonimatul sezonului și faptul că tema acestuia a rămas un mister până la premier.

## Acreditări și personal
Persoanele care au lucrat la acest cântec sunt preluate de pe broșura albumului Joanne.

### Management
- Înregistrat la Studiourile Shangri-La (Malibu, California), Studiourile Pink Duck (Burbank, California și [Studiourile [Electric Lady]] (New York City, New York)
- Mixat la Studiourile MixStar (Virginia Beach, Virginia)
- Masterizat la Sterling Sound (New York City, New York)
- Kiff's Bonza Songs/Sony/ATV Music Publishing Australia pentru Australia/New Zealand and Kiff's Bonza Songs/BMG Rights Management (UK) Limitat pentru ROW ex-ANZ, Sony/ATV Songs LLC, House of Gaga Publishing (BMI), Imagem CV/Songsde de la Zelig (BMI) (Songs of Zelig administered worldwide by Imagem CV), OWSLA Music Publishing, LLC/Check Your Pulse, LLC (ASCAP)
- Kevin Parker apare de la Modular Recordings Pty Ltd.

### Personal
- Lady Gaga – textier, voce, producător
- Mark Ronson – textier, chitară, sintetizator, producător
- Kevin Parker – textier, producător, tobă, chitară, sintetizator, bas
- BloodPop – textier, producător, chitară, sintetizator, ritm pentru GenPop Corp.
- Josh Homme – chitară
- Joshua Blair – înregistrare
- David "Squirrel" Covell – asistent înregistrare
- Justin Smith – asistent înregistrare
- Barry McCready – asistent înregistrare
- Serban Ghenea – mixaj
- John Hanes – inginer mixaj
- Tom Coyne – masterizare
- Randy Merrill – masterizare

## Prezența în clasamentele muzicale
| Țară (clasament 2016)                               | Poziția maximă | Referință |
| --------------------------------------------------- | -------------- | --------- |
| Australia (ARIA)                                    | 14             | [ 69 ]    |
| Austria (Ö3 Austria Top 40)                         | 21             | [ 94 ]    |
| Belgia (Ultratop 50 Flandra)                        | 43             | [ 95 ]    |
| Belgia (Ultratip Valonia)                           | 1              | [ 96 ]    |
| Canada (Canadian Hot 100)                           | 17             | [ 67 ]    |
| Canada (AC)                                         | 15             | [ 97 ]    |
| Canada (CHR/Top40)                                  | 22             | [ 98 ]    |
| Canada (Hot AC)                                     | 21             | [ 99 ]    |
| Cehia (Rádio Top 100)                               | 7              | [ 100 ]   |
| Europa (Euro Digital Songs)                         | 4              | [ 74 ]    |
| Elveția (Schweizer Hitparade)                       | 16             | [ 101 ]   |
| Finlanda (Suomen virallinen lista — «Downloads»)    | 1              | [ 102 ]   |
| Franța (SNEP)                                       | 1              | [ 73 ]    |
| Germania (GfK Entertainment Charts)                 | 31             | [ 103 ]   |
| Grecia (Greece Digital Songs)                       | 1              | [ 104 ]   |
| Irlanda (IRMA)                                      | 22             | [ 105 ]   |
| Italia (FIMI)                                       | 5              | [ 75 ]    |
| Japonia (Japan Hot 100)                             | 35             | [ 106 ]   |
| Liban (Lebanese Top 20)                             | 15             | [ 107 ]   |
| Mexic (Mexico Ingles Airplay)                       | 26             | [ 108 ]   |
| Noua Zeelandă (Recorded Music NZ)                   | 31             | [ 70 ]    |
| Olanda (Single Top 100)                             | 58             | [ 109 ]   |
| Polonia (Polish Airplay Top 100)                    | 50             | [ 110 ]   |
| Portugalia (AFP)                                    | 14             | [ 111 ]   |
| Regatul Unit (UK Singles Chart)                     | 12             | [ 72 ]    |
| Rusia (Tophit Airplay)                              | 175            | [ 112 ]   |
| Scoția (Official Charts Company)                    | 3              | [ 113 ]   |
| Slovacia (Rádio Top 100)                            | 61             | [ 114 ]   |
| Slovacia (Singles Digitál Top 100)                  | 4              | [ 115 ]   |
| Slovenia (SloTop50)                                 | 41             | [ 116 ]   |
| Spania (PROMUSICAE)                                 | 34             | [ 117 ]   |
| Suedia (Sverigetopplistan)                          | 38             | [ 118 ]   |
| Statele Unite ale Americii (Billboard Hot 100)      | 15             | [ 119 ]   |
| Statele Unite ale Americii (Adult Contemporary)     | 25             | [ 120 ]   |
| Statele Unite ale Americii (Adult Top 40)           | 17             | [ 63 ]    |
| Statele Unite ale Americii (Dance Club Songs)       | 13             | [ 65 ]    |
| Statele Unite ale Americii (Dance/Mix Show Airplay) | 28             | [ 121 ]   |
| Statele Unite ale Americii (Mainstream Top 40)      | 22             | [ 64 ]    |
| Ungaria (Rádiós Top 40)                             | 3              | [ 122 ]   |
| Ungaria (Single Top 40)                             | 3              | [ 123 ]   |
| Venezuela (Record Report)                           | 27             | [ 124 ]   |

| Țară (clasament 2016)   | Poziția maximă | Referință |
| ----------------------- | -------------- | --------- |
| Ungaria (Rádiós Top 40) | 62             | [ 125 ]   |

## Vânzări și certificări
| \| Țară (clasament) \| Vânzări/ puncte \| Certificare \| Referințe \| \| ---------------------------- \| --------------- \| ----------- \| --------- \| \| Australia (ARIA) \| +35.000 \| \| [126] \| \| Brazilia (Pro-Música Brasil) \| +60.000 \| \| [127] \| \| Canada (Music Canada) \| +40.000 \| \| [68] \| \| Italia (FIMI) \| +25.000 \| \| [76] \| | Note - reprezintă „disc de aur”; - reprezintă „disc de platină”. |             |           |
| Țară (clasament) | Vânzări/ puncte                                                  | Certificare | Referințe |
| Australia (ARIA) | +35.000                                                          |             | [ 126 ]   |
| Brazilia (Pro-Música Brasil) | +60.000                                                          |             | [ 127 ]   |
| Canada (Music Canada) | +40.000                                                          |             | [ 68 ]    |
| Italia (FIMI) | +25.000                                                          |             | [ 76 ]    |

## Datele lansărilor
| Regiune                    | Data               | Format                           | Casă de discuri      | Referință |
| -------------------------- | ------------------ | -------------------------------- | -------------------- | --------- |
| În întreaga lume           | 9 septembrie 2016  | descărcare digitală              | Interscope Universal | [ 128 ]   |
| Italia                     | 9 septembrie 2016  | Difuzare radio format CHR/Top 40 | Universal            | [ 129 ]   |
| Statele Unite ale Americii | 12 septembrie 2016 | Difuzare radio format Hot AC     | Interscope           | [ 130 ]   |
| Statele Unite ale Americii | 13 septembrie 2016 | Difuzare radio format CHR/Top 40 | Interscope           | [ 131 ]   |